# Zimmersheim
Zimmersheim [tsiməʁsaɪm] est une commune française située dans la circonscription administrative du Haut-Rhin et, depuis le 1er janvier 2021, dans le territoire de la Collectivité européenne d'Alsace, en région Grand Est.
Cette commune se trouve dans la région historique et culturelle d'Alsace et est membre de Mulhouse Alsace Agglomération.
Ses habitants sont appelés les Zimmersheimois.

## Géographie
Le territoire communal repose sur le bassin houiller stéphanien sous-vosgien.

### Communes limitrophes
|          | Rixheim        |          |
| Bruebach | Zimmersheim    | Habsheim |
|          | Eschentzwiller |          |

### Hydrographie

#### Réseau hydrographique
La commune est dans le bassin versant du Rhin au sein du bassin Rhin-Meuse. Elle est drainée par le ruisseau de Muhlbach de Habsheim,.

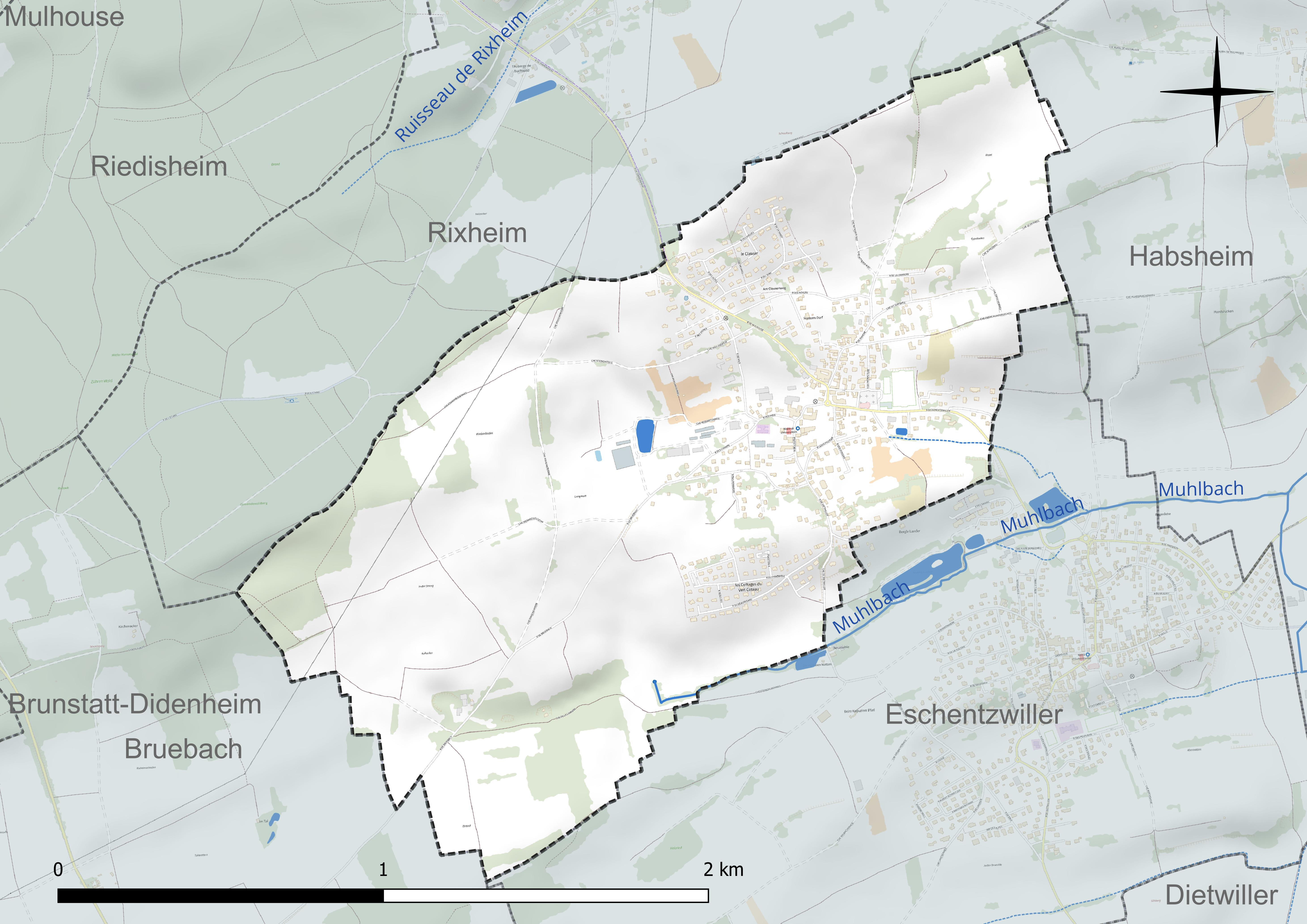
Réseau hydrographique de Zimmersheim.

#### Gestion et qualité des eaux
Le territoire communal est couvert par le schéma d'aménagement et de gestion des eaux (SAGE) « Ill Nappe Rhin ». Ce document de planification concerne la nappe phréatique rhénane, les cours d'eau de la plaine d'Alsace et du piémont oriental du Sundgau, les canaux situés entre l'Ill et le Rhin et les zones humides de la plaine d'Alsace. Le périmètre s’étend sur 3 596 km2. Il a été approuvé le 17 janvier 2005. La structure porteuse de l'élaboration et de la mise en œuvre est la région Grand Est. 
La qualité des cours d’eau peut être consultée sur un site dédié géré par les agences de l’eau et l’Agence française pour la biodiversité. 

### Climat
Pour des articles plus généraux, voir Climat du Grand Est et Climat du Haut-Rhin.
En 2010, le climat de la commune est de type climat des marges montargnardes, selon une étude du Centre national de la recherche scientifique s'appuyant sur une série de données couvrant la période 1971-2000. En 2020, Météo-France publie une typologie des climats de la France métropolitaine dans laquelle la commune est exposée à un climat semi-continental et est dans la région climatique  Alsace, caractérisée par une pluviométrie faible, particulièrement en automne et en hiver, un été chaud et bien ensoleillé, une humidité de l’air basse au printemps et en été, des vents faibles et des brouillards fréquents en automne (25 à 30 jours). 
Pour la période 1971-2000, la température annuelle moyenne est de 10,3 °C, avec une amplitude thermique annuelle de 17,7 °C. Le cumul annuel moyen de précipitations est de 684 mm, avec 8,7 jours de précipitations en janvier et 9,4 jours en juillet. Pour la période 1991-2020, la température moyenne annuelle observée sur la station météorologique de Météo-France la plus proche, « Mulhouse », sur la commune de Mulhouse à 5 km à vol d'oiseau, est de 11,1 °C et le cumul annuel moyen de précipitations est de 747,6 mm. 
La température maximale relevée sur cette station est de 39,4 °C, atteinte le 13 août 2003 ; la température minimale est de −21,5 °C, atteinte le 10 février 1956,,. 
Les paramètres climatiques de la commune ont été estimés pour le milieu du siècle (2041-2070) selon différents scénarios d'émission de gaz à effet de serre à partir des nouvelles projections climatiques de référence DRIAS-2020. Ils sont consultables sur un site dédié publié par Météo-France en novembre 2022.

## Urbanisme

### Typologie
Au 1er janvier 2024, Zimmersheim est catégorisée ceinture urbaine, selon la nouvelle grille communale de densité à sept niveaux définie par l'Insee en 2022.
Elle appartient à l'unité urbaine d'Eschentzwiller, une agglomération intra-départementale regroupant deux  communes, dont elle est une commune de la banlieue,,. Par ailleurs la commune fait partie de l'aire d'attraction de Mulhouse, dont elle est une commune de la couronne,. Cette aire, qui regroupe 132 communes, est catégorisée dans les aires de 200 000 à moins de 700 000 habitants,.

### Occupation des sols
L'occupation des sols de la commune, telle qu'elle ressort de la base de données européenne d’occupation biophysique des sols Corine Land Cover (CLC), est marquée par l'importance des territoires agricoles (70,7 % en 2018), en diminution par rapport à 1990 (72,7 %). La répartition détaillée en 2018 est la suivante : 
terres arables (56,7 %), zones urbanisées (20,1 %), zones agricoles hétérogènes (14 %), forêts (9,3 %). L'évolution de l’occupation des sols de la commune et de ses infrastructures peut être observée sur les différentes représentations cartographiques du territoire : la carte de Cassini (XVIIIe siècle), la carte d'état-major (1820-1866) et les cartes ou photos aériennes de l'IGN pour la période actuelle (1950 à aujourd'hui).

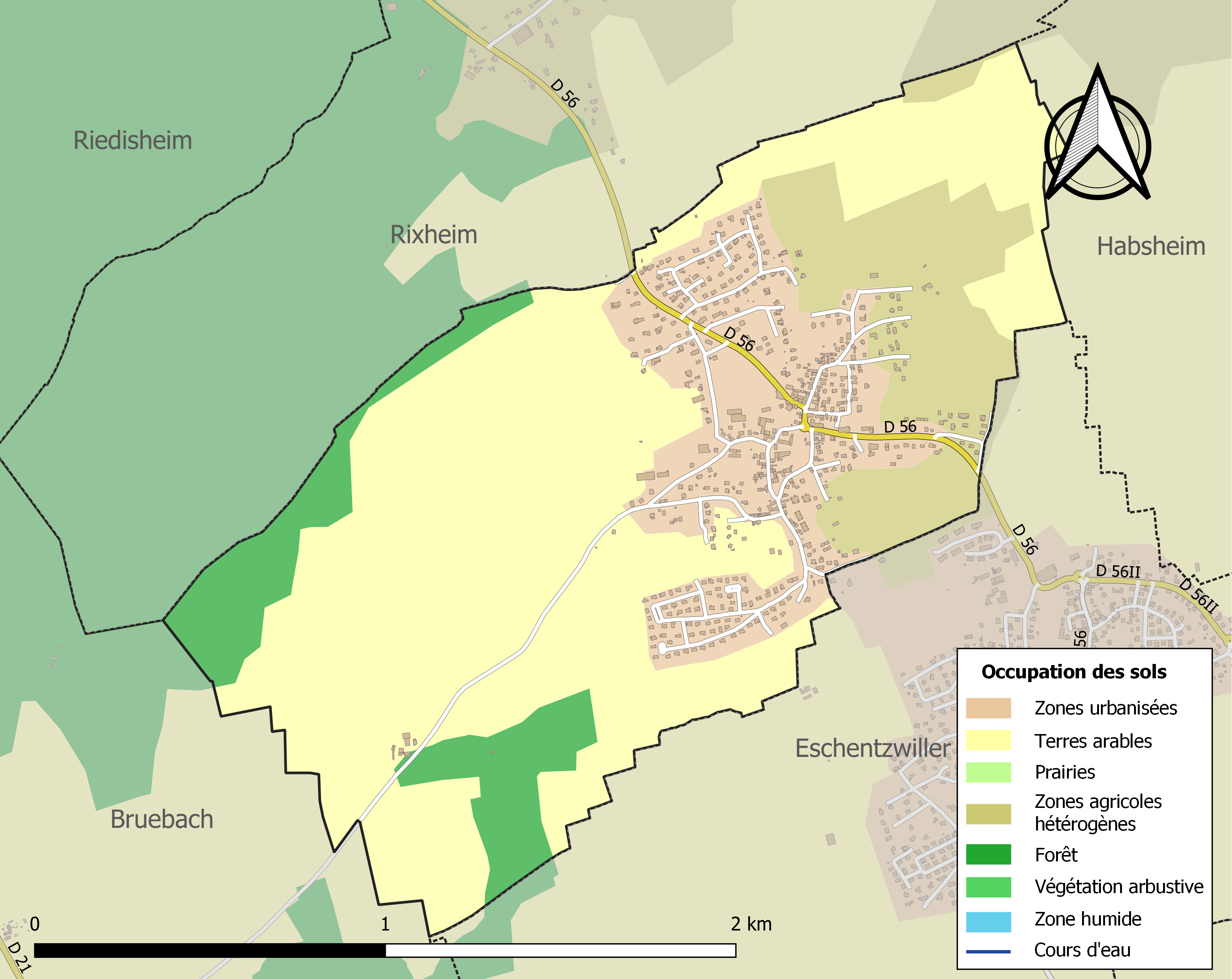
Carte des infrastructures et de l'occupation des sols de la commune en 2018 (CLC).

## Toponymie
Le nom de la localité est attesté sous le nom d'un certain « Werhner de Zimmersheim », puis sous les formes Zùmershein en 1290 et Villicius de Zùmershein en 1293.
Ce toponyme dérive probablement de l'anthroponyme germanique Suomar suivi de heim correspondant au village, le nom du lieu signifiant alors « village de Suomar ».

## Histoire

### Héraldique
| Blason de Zimmersheim | Les armes de Zimmersheim se blasonnent ainsi : « De gueules au fer à cheval d'argent, les huit trous de clous ajourés du champ. » |

## Politique et administration

### Liste des maires
| Période                                  | Période  | Identité           | Étiquette | Qualité |
| ---------------------------------------- | -------- | ------------------ | --------- | ------- |
| 1983                                     | 1995     | Henri Fischer      |           |         |
| 1995                                     | 2008     | André Ringenbach   |           |         |
| mars 2008                                | 2014     | Jean-Claude Mandry |           |         |
| mars 2014                                | En cours | Philippe Sturchler |           |         |
| Les données manquantes sont à compléter. |          |                    |           |         |

### Tendances politiques et résultats
Le résultat de l'élection présidentielle de 2012 dans cette commune est le suivant :
| Candidat       | Candidat                    | Premier tour | Premier tour | Second tour | Second tour |
| Candidat       | Candidat                    | Voix         | %            | Voix        | %           |
| -------------- | --------------------------- | ------------ | ------------ | ----------- | ----------- |
|                | Eva Joly (EÉLV)             | 32           | 4,00         |             |             |
|                | Marine Le Pen (FN)          | 141          | 17,53        |             |             |
|                | Nicolas Sarkozy (UMP)       | 350          | 43,75        | 564         | 73,44       |
|                | Jean-Luc Mélenchon (FG)     | 39           | 4,88         |             |             |
|                | Philippe Poutou (NPA)       | 8            | 1,00         |             |             |
|                | Nathalie Arthaud (LO)       | 1            | 0,13         |             |             |
|                | Jacques Cheminade (SP)      | 2            | 0,25         |             |             |
|                | François Bayrou (MoDem)     | 110          | 13,75        |             |             |
|                | Nicolas Dupont-Aignan (DLR) | 19           | 2,38         |             |             |
|                | François Hollande (PS)      | 98           | 12,25        | 204         | 26,56       |
|                |                             |              |              |             |             |
| Inscrits       | Inscrits                    | 953          | 100,00       | 953         | 100,00      |
| Abstentions    | Abstentions                 | 140          | 14,69        | 143         | 15,01       |
| Votants        | Votants                     | 813          | 85,31        | 810         | 84,99       |
| Blancs et nuls | Blancs et nuls              | 13           | 1,60         | 42          | 5,19        |
| Exprimés       | Exprimés                    | 800          | 98,40        | 768         | 94,81       |

Le résultat de l'élection présidentielle de 2017 dans cette commune est le suivant :
| Candidat    | Candidat                    | Premier tour | Premier tour | Deuxième tour | Deuxième tour |  |
| Candidat    | Candidat                    | %            | Voix         | %             | Voix          |  |
| ----------- | --------------------------- | ------------ | ------------ | ------------- | ------------- |  |
|             | Nicolas Dupont-Aignan (DLF) | 7,54         | 60           |               |               |  |
|             | Marine Le Pen (FN)          | 20,23        | 161          | 31,82         | 210           |  |
|             | Emmanuel Macron (EM)        | 18,84        | 150          | 68,18         | 450           |  |
|             | Benoît Hamon (PS)           | 3,77         | 30           |               |               |  |
|             | Nathalie Arthaud (LO)       | 0,38         | 3            |               |               |  |
|             | Philippe Poutou (NPA)       | 0,63         | 5            |               |               |  |
|             | Jacques Cheminade (SP)      | 0,25         | 2            |               |               |  |
|             | Jean Lassalle (RES)         | 1,38         | 11           |               |               |  |
|             | Jean-Luc Mélenchon (LFI)    | 9,05         | 72           |               |               |  |
|             | François Asselineau (UPR)   | 1,38         | 11           |               |               |  |
|             | François Fillon (LR)        | 36,56        | 291          |               |               |  |
|             |                             |              |              |               |               |  |
| Inscrits    | Inscrits                    | 970          | 100,00       | 970           | 100,00        |  |
| Abstentions | Abstentions                 | 150          | 15,46        | 204           | 21,03         |  |
| Votants     | Votants                     | 820          | 84,54        | 766           | 78,97         |  |
| Blancs      | Blancs                      | 18           | 2,20         | 81            | 10,57         |  |
| Nuls        | Nuls                        | 6            | 0,73         | 25            | 3,26          |  |
| Exprimés    | Exprimés                    | 796          | 97,07        | 660           | 86,16         |  |

## Démographie
L'évolution du nombre d'habitants est connue à travers les recensements de la population effectués dans la commune depuis 1793. Pour les communes de moins de 10 000 habitants, une enquête de recensement portant sur toute la population est réalisée tous les cinq ans, les populations de référence des années intermédiaires étant quant à elles estimées par interpolation ou extrapolation. Pour la commune, le premier recensement exhaustif entrant dans le cadre du nouveau dispositif a été réalisé en 2005.

En 2022, la commune comptait 1 069 habitants, en évolution de +4,19 % par rapport à 2016 (Haut-Rhin : +0,66 %, France hors Mayotte : +2,11 %).
| 1793 | 1800 | 1806 | 1821 | 1831 | 1836 | 1841 | 1846 | 1851 |
| ---- | ---- | ---- | ---- | ---- | ---- | ---- | ---- | ---- |
| 406  | 430  | 421  | 493  | 530  | 584  | 534  | 630  | 664  |

| 1856 | 1861 | 1866 | 1871 | 1875 | 1880 | 1885 | 1890 | 1895 |
| ---- | ---- | ---- | ---- | ---- | ---- | ---- | ---- | ---- |
| 660  | 601  | 618  | 605  | 555  | 578  | 550  | 523  | 523  |

| 1900 | 1905 | 1910 | 1921 | 1926 | 1931 | 1936 | 1946 | 1954 |
| ---- | ---- | ---- | ---- | ---- | ---- | ---- | ---- | ---- |
| 509  | 488  | 435  | 444  | 414  | 416  | 384  | 379  | 373  |

| 1962 | 1968 | 1975 | 1982 | 1990 | 1999  | 2005 | 2006  | 2010  |
| ---- | ---- | ---- | ---- | ---- | ----- | ---- | ----- | ----- |
| 331  | 368  | 697  | 826  | 931  | 1 024 | 996  | 1 006 | 1 135 |

| 2015  | 2020  | 2022  | - | - | - | - | - | - |
| ----- | ----- | ----- | - | - | - | - | - | - |
| 1 042 | 1 053 | 1 069 | - | - | - | - | - | - |

## Lieux et monuments
Église Notre-Dame de l'Assomption, avec de riches décors de stuc (liés à la carrière de gypse anciennement exploitée sur la commune) et son orgue Rabiny de 1787.

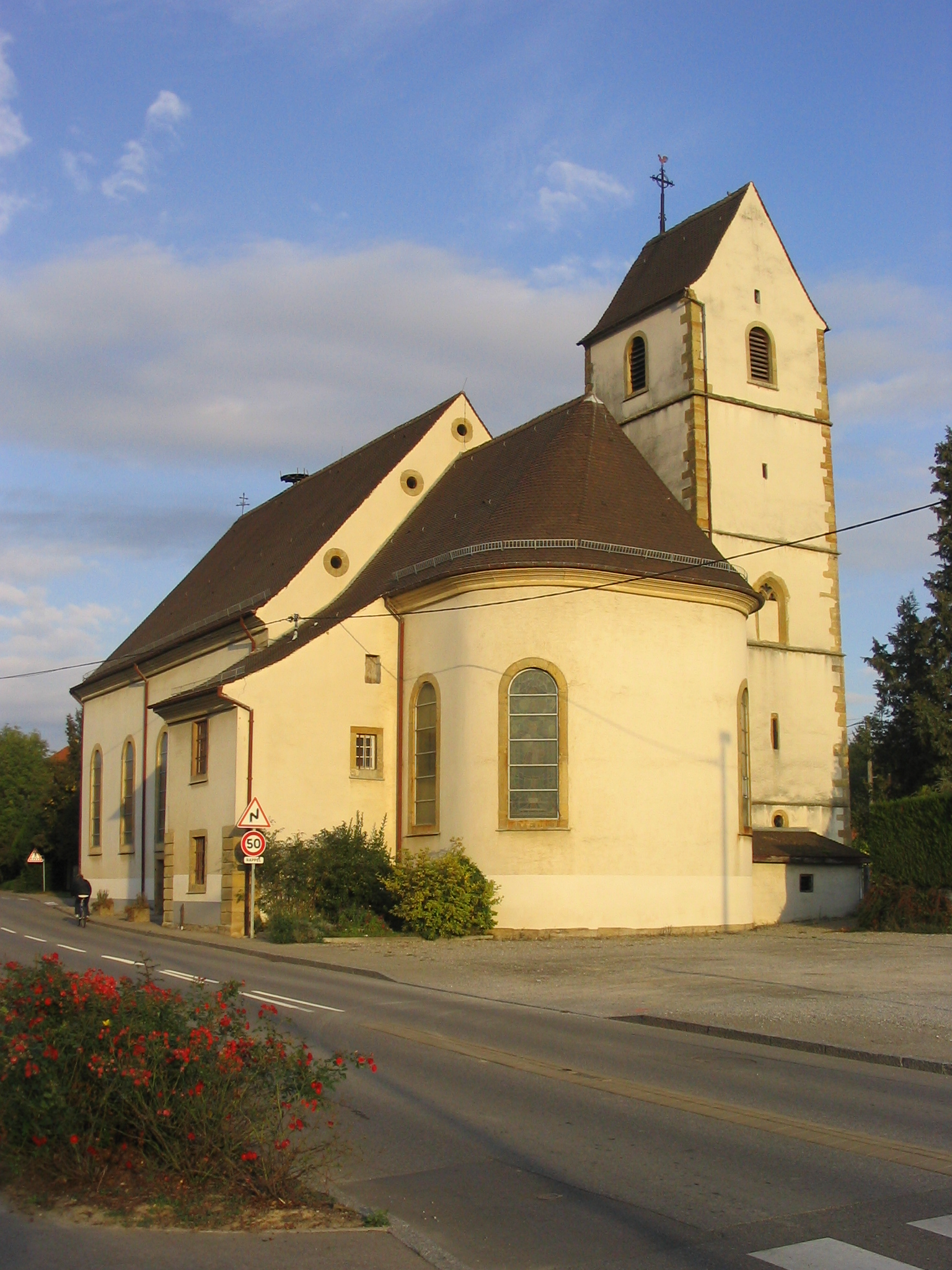
Église Notre-Dame de l'Assomption.

## Personnalités liées à la commune

### Liste des curés ayant desservi la paroisse de Zimmersheim
- Jean Chrysostome Dietrich (1855 - 1871)
- Jean Gerber (1871 - septembre 1889)
- Jean-Baptiste Weyhaupt (27 septembre 1889 - juin 1904)
- Alphonse Baur (1904 - 1920)
- Joseph Arnold (1920 - 10 août 1957)
- Théodore Trauttmann (août 1957 - mars 1958)
- Fernand Meyer (30 mars 1958 - 16 juin 1963)
- Joseph Ackerer (7 juillet 1963 - juin 1989)